# گالاپاگوس (فیلم ۱۹۵۵)
گالاپاگوس (انگلیسی: Galapagos) یک فیلم مستند طبیعی ساخته شده توسط گردشگر تور هایردال است که در آن گیاهان و جانوران مجمع‌الجزایر گالاپاگوس را نشان می‌دهد.